# واحه (فیلم ۱۹۵۵)
«واحه» (انگلیسی: Oasis) فیلمی در ژانر ماجرایی است که در سال ۱۹۵۵ منتشر شد. از بازیگران آن می‌توان به میشله مورگان و پیر براسور اشاره کرد.